# Chevrolet Serie 166
Der Chevrolet Serie 166 war ein Personenkraftwagen mit V8-Motor. Er wurde gebaut
- 1965 als Impala Super Sport,
- 1968–1971 als Caprice und
- 1969–1971 als Kingswood Estate.